# Jerzy Dymczyk
 Jerzy Dymczyk  (ur. 19 października 1949 w Działdowie, zm. 22 grudnia 1997) – pułkownik Wojska Polskiego; dowódca 15 Sieradzkiej Brygady Wsparcia Dowodzenia (1994–1997).

## Wykształcenie[1]
- 1968 – Technikum Budowy Okrętów w Gdyni;
- 1972 – Wyższa Szkoła Oficerska Wojsk Łączności w Zegrzu;
- 1980 – Akademia Sztabu Generalnego w Rembertowie;
- 1987 – kurs doskonalenia oficerów z organizacji i kierowania;
- 1992 – kurs doskonalenia pedagogicznego dowódców;
- 1995 – Podyplomowe Studium Operacyjno-Strategiczne w Akademii Obrony Narodowej.

## Kariera zawodowa[1]
- 1968-1972 – Wyższa Szkoła Oficerska Wojsk Łączności – podchorąży;
- 1972-1975 – 14 pułk radioliniowo-kablowy w Strzegomiu – dowódca plutonu;
- 1975-1977 – 14 pułk radioliniowo-kablowy w Strzegomiu – dowódca kompanii;
- 1977-1980 – Akademia Sztabu Generalnego – słuchacz;
- 1980-1981 – 14 pułk radioliniowo-kablowy w Strzegomiu – dowódca batalionu;
- 1981-1984 – 14 pułk radioliniowo-kablowy w Strzegomiu – szef sztabu – zastępca dowódcy;
- 1984-1986 – 15 Brygada Wsparcia Dowodzenia – zastępca dowódcy ds. liniowych;
- 1986-1988 – 15 Brygada Wsparcia Dowodzenia – szef sztabu – zastępca dowódcy;
- 1988-1994 – 10 pułk łączności – dowódca;
- 1994–1997 – 15 Brygada Wsparcia Dowodzenia – dowódca.

## Awanse[1]
- podporucznik – 1972
- podporucznik – 1975
- kapitan – 1979
- major – 1984
- podpułkownik – 1988
- pułkownik – 1992

## Ordery, odznaczenia i wyróżnienia[1]
- Krzyż Kawalerski Orderu Odrodzenia Polski – 1997[3]
- Złoty Krzyż Zasługi
- Złoty Medal Siły Zbrojne w Służbie Ojczyzny
- Złoty Medal za Zasługi dla Obronności Kraju
- „Zasłużony dla Miasta Sieradza”